# Ramenskoje
Ramenskoje (ruski: Раменское) je grad u Moskovskoj oblasti u Rusiji. Udaljen je 46 km jugoistočno od Moskve.
Broj stanovnika:
- 1939.: 28.000
- 1974.: 69.000
- 2000.: 85.100

Najpoznatiji objekt u Ramenskoju/Žukovskemu je LII (Letni istraživački institut imenovan prema Gromovu), gdje je većina sovjetskih/ruskih letjelica bila testirana.

## Vanjske poveznice
- www.lii.ru (poslužitelj nije radio)
- LII zračna luka na Google Maps